# シャルトル大聖堂

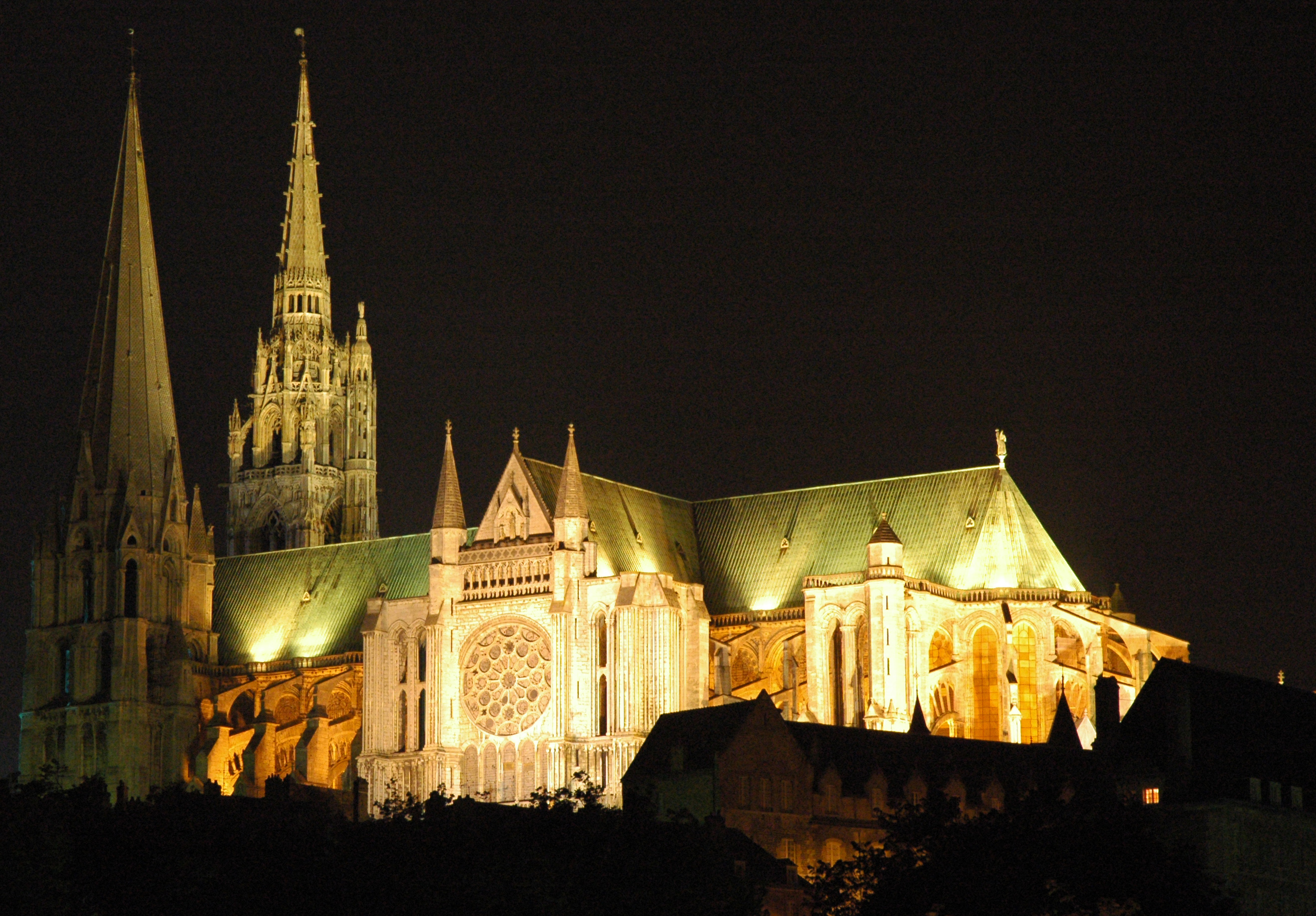
夜景

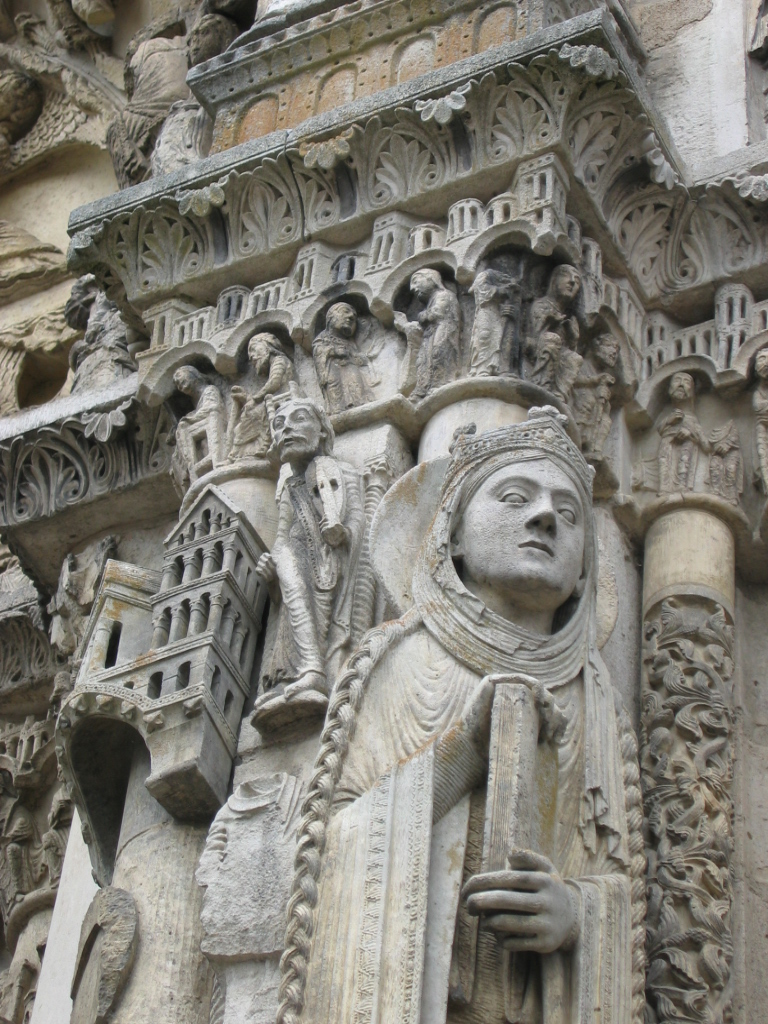

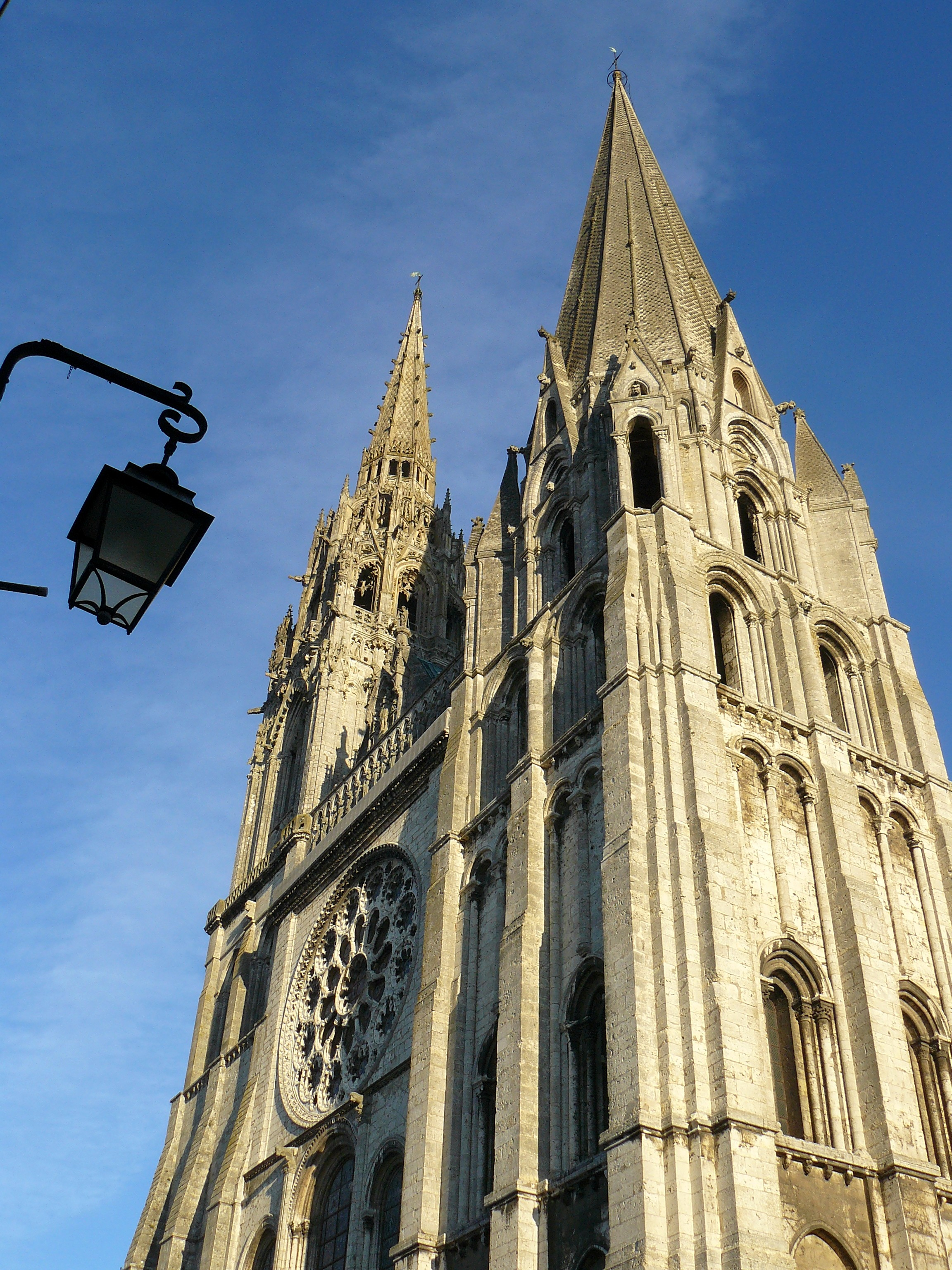
尖塔

シャルトル大聖堂（シャルトルだいせいどう、フランス語名:Cathédrale Notre-Dame de Chartres）はフランスの首都パリからおよそ南西87kmほど離れた都市シャルトルに位置し、フランス国内において最も美しいゴシック建築のひとつと考えられている大聖堂。1979年にユネスコの世界遺産に登録されている。大聖堂はカトリック教会の教会州、シャルトル教区を置く。

## 大聖堂の歴史
ロマネスク様式を基礎とする新しい大聖堂の建築が始まったのは1145年であったが、1194年の大火事で町全体と聖堂の西側前方部分以外が焼き尽くされたため、この残った部分のみ初期ゴシック様式となった。大聖堂本体の再建は1194年から1220年の間に行われ、中世の大聖堂としては著しく短期間で完成へと至った。当初、土地面積は10,875m2であった。
大聖堂の建築は最上級のもので、その高く聳え立つ通路やきめ細かい彫刻を見て熱情に溢れない建築歴史家は殆どいないとも言われるほどである。これはシャルトル大聖堂がフランスにおける全てのゴシック建築の大聖堂で最も素晴らしいものの中の一つであるということを表している。遠くからはうねる小麦畑の上を徘徊する様にも見え、徐々に近づくと街が大聖堂が立つ丘の周りへと群がっているのが見え始める。対照的な二つの尖塔は、片方が1140年以来立ち続ける105mの質素な角錐と、113mの高さで古い角錐の塔を越える16世紀初頭の後期ゴシック・フランボワイアン様式（火焔式）の塔から成り、外を飛梁の複合棟で囲まれる中、淡い緑色の屋根を突き抜けて高く聳え立っている。
876年以来大聖堂は、伝承では聖母マリアのものとされる「サンクタ・カミシア（Sancta Camisia、聖衣）」というチュニックを所蔵している。これは十字軍のイスラエル遠征の間、カール大帝により大聖堂への贈物としてえられた聖遺物と考えられている。実際には、聖遺物がシャルル2世からの贈物であり、その生地がシリアから来たもので紀元1世紀代に編まれたものであると主張されている。何百年もの間、シャルトル大聖堂は聖母マリア巡礼者達の極めて重要な拠点とされ、忠実な信者達は今日になっても聖衣物を讃えるため世界から訪れる。
12世紀ごろ、教会は本来巡礼者のための教会であった。聖堂の周囲で行われた縁日には多くの巡礼者が参列しており、それは聖母マリアの祝祭日と同時に開かれるためだった。巡礼者がこうした催し物に集まるのは、聖母マリアの身に着けていた聖衣を一目見ようとする意図ももちろんあった。縁日が行われるのは聖堂のちょうど外側で、聖堂にすぐ近く教会の管轄下にあった街道や広場に連なって設けられた。縁日の中には「潔めの祝日」、「受胎告知の祭日」、「聖母被昇天祭」、「聖母マリア誕生祭」の4つの大きな聖母マリアの祭日があった。こうした縁日の主な呼び物はやはり聖母マリアのサンクタ・カミシアであり、街の活気は聖衣に頼っていた。
シャルトル大聖堂はシャルトルの街で最も重要な建造物であった。かつて聖堂は経済の中心であり最も著名なランドマークであって、今日も市営の建物で提供されるあらゆる活動の中心的な役割を果たしている。中世において、大聖堂は時に北端側で織物、燃料・野菜・肉類を南端側と、異なったバシリカの入り口で違う品目を売る市場の場として機能していた。時には聖職者が聖堂の中で売買を止めさせようとしたこともあったが、無駄だったとも言われている。ワイン売りは地下聖堂でのワインの販売を禁止されたが、外で売れば課せられる税金を避け教会の身廊で取引をすることが許されていた。しかし様々な職業の労働者が大工や石工などの仕事を探して聖堂へ集まってくるようになり、更には食べ物すら聖堂で売ることを許された。また、一度町中に麦角中毒が蔓延して多くの犠牲者が出たことがあり、その時北側の地下聖堂が患者を手当てするための病院となった。
現存するシャルトル大聖堂にはフランスゴシック調の傑作品が築かれているが、これは火事で以前からあった彫刻品群が焼失したためである。（「王の門」と呼ばれる西正面のファサードの彫刻群は例外である。）1020年に大聖堂の重要な財産が焼失した後（これに先立ち、他の教会部分も煙で消滅している）、巨大な地下聖堂を含む素晴らしいロマネスク様式のバシリカがフュルベール司教（Bishop Fulbert）、次いでジョフロワ・ド・レーヴ（Geoffroy de Lèves）の指揮のもとに建設された。しかし、町全体を焼き尽くした1134年の大火事で残存した後も、1194年6月10日から11日未明に照明が引き起こした炎がまたもや聖堂を襲い、西側の塔とそれと地下聖堂の間にあるファサードを残すのみとなってしまった。
この火事で人々は聖遺物であるサンクタ・カミシアが完全に焼失したものと思い、絶望した。ところが3日後、司祭達が火事が起こった際に聖衣を鉄製の落とし戸へ鍵を閉めて格納していたことがわかり、宝物庫で無傷のまま見つかった。その後ローマ教皇特使であったピサのメリオール枢機卿は、サンクタ・カミシアが火事を乗り越えたのは聖母マリア自身からの1つのサインであり、さらに言うならば大聖堂はシャルトルに建てられるべくして建てられたのだというお告げでもあると人々に説いた。
その後の再建にはフランス中から寄付が集まり、大聖堂の調和のとれた外観を保存するため、名前不詳の建築家によって提案された設計図を用いてほぼすぐに始められた。この建設計画でかなり興味深いのは、8km 離れた地元の採石場から、街の人々が自ら進んで必要な石を運ぶため集まったという事実である。
作業は教会の身廊部分から取り掛かられ、1220年頃には主だった建物の組み立ては完了して、古い地下聖堂と同じく火事を生き延びた12世紀中頃の威厳ある正門が、新設された建物に組み入れられた。設計図は上から見て十字型の建物で、128m に渡る身廊と南北に短い翼廊があった。東端には5つの半円形のチャペルが放射状に伸びる回廊で曲線を描いていた。当初の計画により、大聖堂の高い部分に大規模な控え壁をあしらうよう設計され、これらが極度に高く聳え立ち、フランスで当時最も高かった天井の重さを支えていた。聖堂に加えられた新しい教会部分はランにあるような初期ゴシック調の大聖堂と同じく、長方形のスペースに4つの横張りのヴォールトを使用したものであった。こうした複合の窓間壁からその上部を越え、対角線を横切る丸天井のリブまでの支柱の骨格構造が、上部ステンドグラス作品を遮らず聖堂を高く保っていた。また1260年10月24日、大聖堂はついにルイ9世王家の手に渡った。アンリ4世は1594年、ここで成聖式（戴冠式）を執行した（本来はランス大聖堂で行わねばならないが、この時点では敵勢力下にあった）。
内観は外貌の気品からさえも予期できないほど驚異的なものである。とても広い身廊は36m の高さを誇り、西端からは東側にあるアプスの荘厳なドームが完全に眺められる。劇的に聳える円柱群は平坦な土台から天井のアーチの方向まで向かい、人々の目をアプスの壮大なクリアストーリーへ導く。
華美を極めたステンドグラスの窓からは、鮮やかな色彩がフロアへと飛散する。13世紀初頭からさかのぼり、ステンドグラス作品は大部分が16世紀の宗教戦争での損失を免れている。1753年の「近代化」で道を誤った聖職者によって作品の一部は持ち去られてしまったものの、大聖堂にあるステンドグラス作品群は世界の中世ステンドグラスの完全なコレクションの一部を占めるとも言われる。こうして元来あった186作品のステンドグラス窓のうち152作品が残った。これらのステンドグラス窓は、「シャルトルブルー」と讃えられる非常に鮮やかな青い色が特に有名であり、とりわけ聖母マリアとその子を描写したものや、アダムとイブの物語を描いた失楽園、ノアの箱舟が名高い。またこれら作品の中にはヨーロッパで最初の手押し車を描いたものもある。第二次世界大戦中、ほとんどのステンドグラスが聖堂から移され、ドイツ軍の爆撃から保護するために周辺の地方一帯へ保管された。その後、戦争の終結と共に窓は隠されていた場所から取り出され、再び元の位置へと戻された。

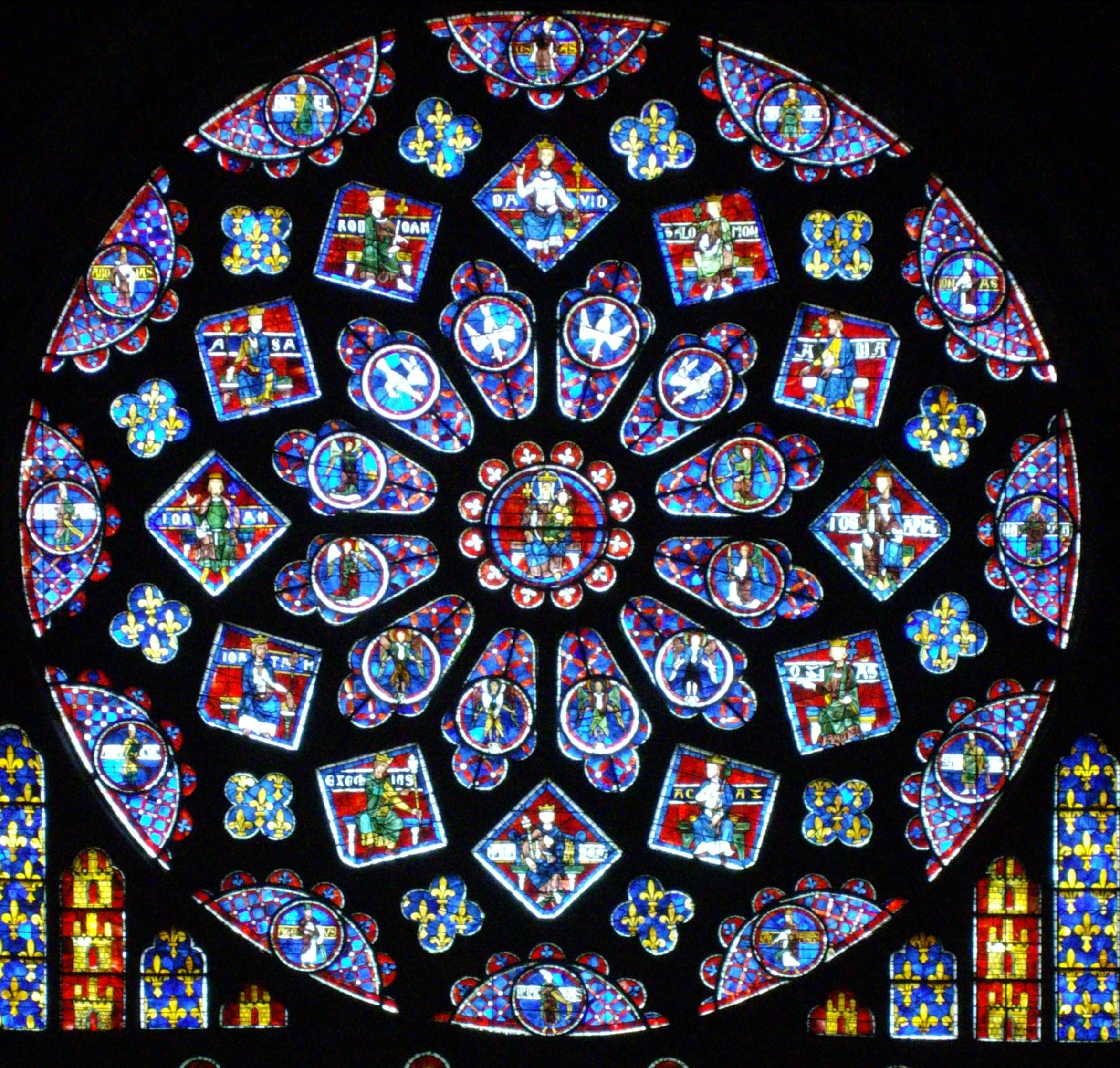
ステンドグラス

フランスの王女ブランシュ・ド・カスティーユへ寄与された北側の翼廊にあるバラを描いた窓のように、幾つものステンドグラス窓は王家に捧げられた。また窓は王家だけに留まらず、国王や地方領主、そして商人などあらゆるタイプの人々の手に渡った。長い長方形のランセット窓（尖頭窓）の中には、青い背景にフランス王家の紋章である黄色い百合の紋章（フラ・ダ・リ fleur de lys）が描かれたものや、赤い背景に黄色の城が表れたものなど王室の影響が明らかなものもある。
ドアやベランダには剣を握る像や十字架、本や商売道具などを表した中世の彫刻が並べられ、彫刻の表現は今日でも700年前に初めて彫られた時となんら変わりなくはっきりと現れている。西側のファサードにある彫刻はキリストの天国への昇天、彼の生涯・聖人・使徒からのエピソード、更に聖母マリアの膝元に抱えられるキリストなど宗教的場面を描いたものである。それら宗教的彫刻の下には、この西側の入り口が「王の扉口」として知られていることから、国王や王妃の彫刻群が建っている。こうした彫刻は旧約聖書の人物に基づいたものである一方、造られた時点で実在していた王や妃を描いたものと考えられた。王族を表した像が宗教的彫像よりやや下の位置に設けられているが、これは未だに王と神との間にある結びつきを密接に含意する意味合いがあるとされる。また彫刻は王族の権威や王族たちがキリストに関連する人物と近いことをも示しており、彫像が神によって命じられその場所に置かれたような印象を与える。加えてこの王の扉口の右側のアーキボルトに姿を現す7人の文芸人の彫刻は、シャルトルにある学校を表している。
シャルトル大聖堂はフランス革命期で破壊または略奪に遭ったことがなく、数多く行われてきた修復もその華麗な美しさを作り変えてしまうことはなかった。大聖堂はいつの時代も不変のままであり、ゴシック芸術の勝利とも言えよう。
1979年、大聖堂はユネスコの世界遺産に登録された。
また中世では大聖堂が重要な聖堂学校としても機能していた。カール大帝が9世紀にフランス市民のために教育のシステム導入を求めたが、学校を新設するのが困難で経費もかかった為、既に存在していた設備を利用した方が簡単だったのである。そのため大帝は大聖堂と修道院双方に学校の整備を命じた。この聖堂学校は教育の中心となる場所として結果的に修道院学校へと受け継がれた。11世紀には教育システムがシャルトル司教のような大聖堂の聖職者たちによって統制され、聖堂自体が学校を象徴するようになった。多くのフランスの聖堂学校は専攻を置き、シャルトル大聖堂は論理学（正確には自由学芸septem artes liberalesの四科quadrivium、すなわち算術arithmetica、幾何学geometrica、音楽musica、天文学astronomia）の研究で有名になった。（この通称、「シャルトル学派」と呼ばれる、ヘンリー・アダムスの唱えた説には現在の研究では異論の余地がある。）このシャルトル大聖堂が教授した新しい論理学は、パリよりもかなり進んでいると多くの人々から評価された。シャルトル大聖堂で教育を受けた人物の一人にはイギリスの哲学者並びに作家であるソールズベリのジョン（John of Salisbury）がおり、後にシャルトル大聖堂の司教となった。

## 概要
- 全長: 113メートル
- 幅: 南北32メートル、東西46メートル

プラン

- 身廊: 高さ37メートル、幅16.4メートル
- 176ステンドグラス窓
- 十字架上のキリスト像: 41の場面・200像

## 世界遺産

### 登録基準
この世界遺産は世界遺産登録基準のうち、以下の条件を満たし、登録された（以下の基準は世界遺産センター公表の登録基準からの翻訳、引用である）。
- (1) 人類の創造的才能を表現する傑作。
- (2) ある期間を通じてまたはある文化圏において、建築、技術、記念碑的芸術、都市計画、景観デザインの発展に関し、人類の価値の重要な交流を示すもの。
- (4) 人類の歴史上重要な時代を例証する建築様式、建築物群、技術の集積または景観の優れた例。

登録基準に基づく評価内容は以下の通り。
- (1) シャルトル大聖堂は、かなり急速に、ほぼ一挙に建設されたことから、その建築とステンドグラス、彫刻、絵画の装飾の統一性により、中世芸術の最も特徴的な側面の 1 つを完全に完璧に表現している。
- (2) シャルトル大聖堂は、フランスおよびそれ以外の地域でのゴシック美術の発展に多大な影響を及ぼした。シャルトルの基本的なデザインはランス、アミアン、ボーヴェの大聖堂の建築家によってさらに豊かにされ、ドイツのケルン、イギリスのウェストミンスター、スペインのレオンで模倣された。ステンドグラスの分野では、シャルトル工房の影響は、作品の普及や拡散を通じて、ブールジュ、サンス、ル・マン、トゥール、ポワティエ、ルーアン、カンタベリーにまで及んだ。
- (4) シャルトル大聖堂は、シンボルであると同時に基本的な建築タイプでもある。ゴシック様式の大聖堂の文化的、社会的、美的現実を定義する最もわかりやすい例である。